# Rita de Casia

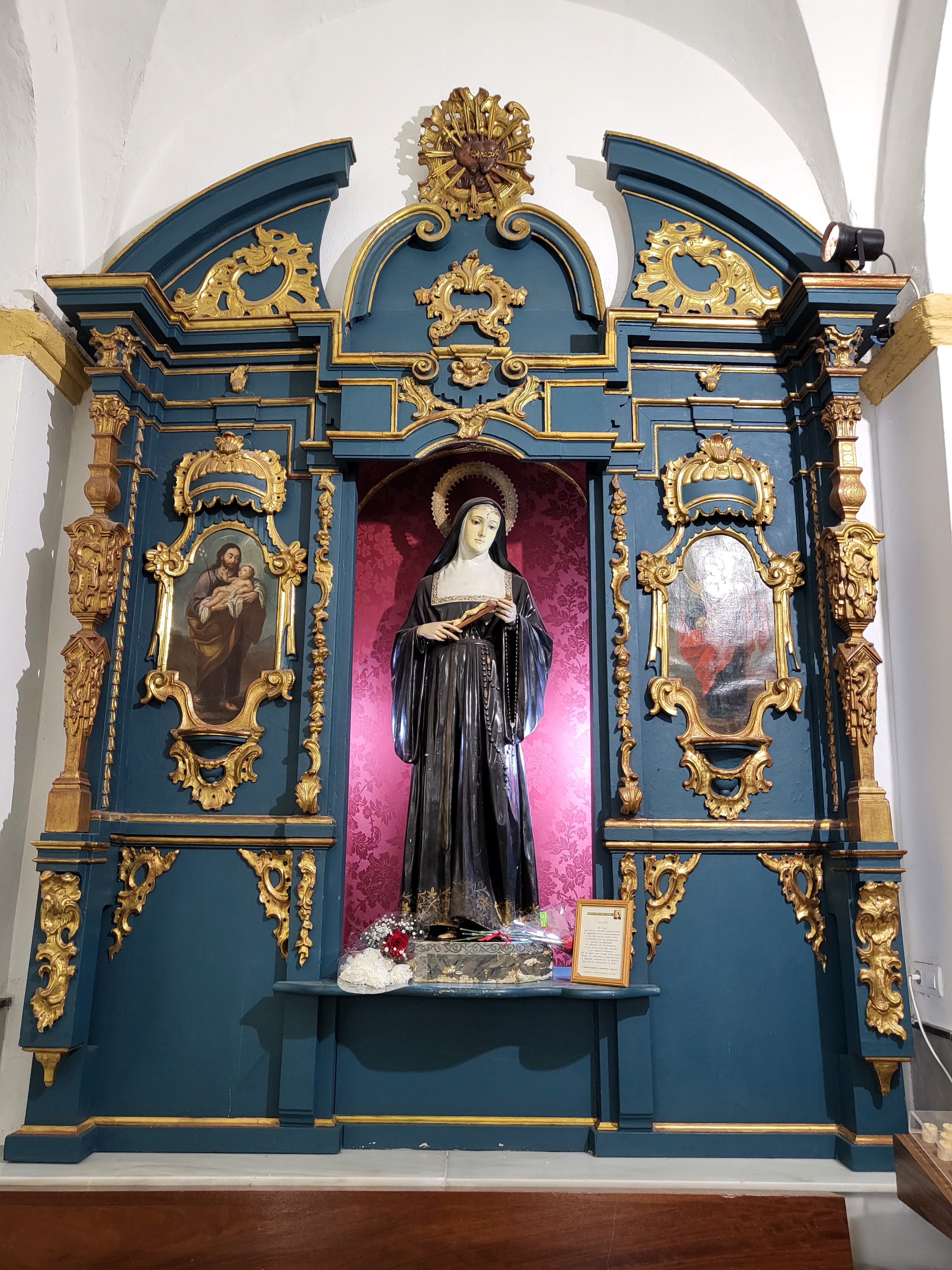
Santa Rita de Casia, Chiclana

Santa Rita de Casia (Roccaporena, 22 de mayo de 1381 - Cascia, 22 de mayo de 1457), en italiano Rita da Cascia, bautizada con el nombre de Margherita Lotti, siendo su nombre probablemente una abreviación de Margherita. Fue una religiosa del monasterio ermitaño de Santa María Magdalena y santa italiana, beatificada por el Papa Urbano VIII en 1626, fue canonizada por el Papa León XIII en 1900. Sus símbolos representativos son rosas, higos y las amapolas.

## Biografía
Margherita (en español Margarita) nació en la aldea de Roccaporena, 5 km al oeste del pueblo de Cascia (provincia de Perugia, región de Umbría), donde murió el mismo día que cumplía años, a la edad de 76 años.
Nació de padres mayores. Rita quería ser monja, pero cuando tenía 14 años de edadsus padres decidieron casarla con un hombre de pueblo, llamado Pablo Mancini. Al lado de su esposo tuvo una vida llena de sufrimientos, pero ella se consolaba en la oración y le devolvió su crueldad con bondad, logrando así con el paso de los años la conversión a Cristo. Tuvieron dos hijos mellizos, Jacobo y Paolo. Un día Mancini —que trabajaba como sereno de la aldea y que tenía muchos enemigos por sus fechorías pasadas– fue emboscado y asesinado.  
Una vez viuda, Rita pidió la admisión al monasterio de las agustinas de Santa María Magdalena, en Cascia (establecido en 1256), pero no fue aceptada debido a que sólo se permitían vírgenes.  
Con un amor heroico por las almas de sus hijos, le había orado para que ambos adolescentes murieran, porque temía que estuvieran planeando vengar el asesinato de su padre (la ley de la vendetta) y habrían cometido así el pecado de la venganza, lo que hubiera condenado sus almas eternamente. Ambos se enfermaron y murieron, también pidiendo perdón a su madre por todos los dolores que le habían causado. En 1417 murieron sus dos hijos púberes al mismo tiempo, de muerte natural. Rita los había preparado plenamente para encontrarse con Cristo.  

Ya sin obligaciones familiares, Rita fue aceptada en el convento, recibió los hábitos de monja, y más tarde realizó su profesión de fe. Tenía 36 años. En el convento, Rita se entregó a una vida de oración y penitencia. 

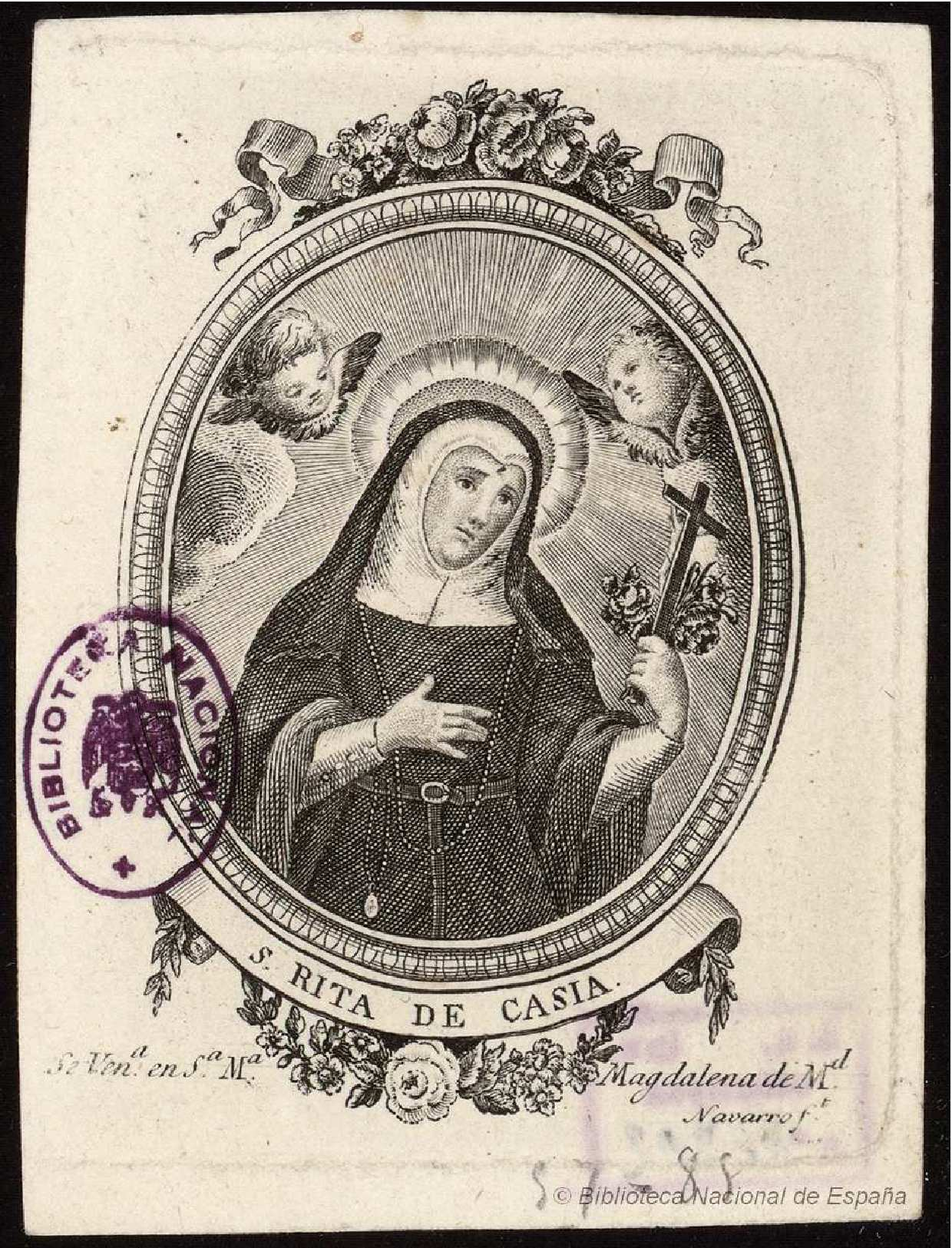
Rita de Casia, Manuel Navarro

## Estigma en la frente
Según la tradición en 1428, una madrugada Rita recibió de manos de Cristo una larga astilla de madera clavada en el hueso de la frente. Se trataba de un estigma divino: la marca de la corona de espinas que Jesucristo había exhibido en la cruz. Le extrajeron la astilla y la guardaron como reliquia sagrada. Cada madrugada el estigma se le volvía a abrir por sí mismo, hasta que empezó a expeler un fuerte olor a rosas, que se mantuvo milagrosamente el resto de su vida.
En 1453 Rita cayó en cama gravemente enferma. Desde ese momento, estando siempre atendida por novicias, la herida de su frente gradualmente se cerró, pero Rita pasó los últimos cuatro años de su vida con infecciones en la sangre.

## Las rosas de Rita
Uno de los símbolos de santa Rita es la rosa. En su vejez, ella contaba que su marido le prohibía dar de comer a los pobres. Un día en que estaba saliendo de su casa con un pan bajo sus ropas, su esposo la confrontó y le quitó el vestido: pero el pan se había convertido en rosas. Esta historia también se cuenta que le sucedió a Santa Isabel de Portugal y a san Diego de Alcalá. 
Al final de su vida, la visitó su prima de su aldea de Roccaporena. Le preguntó si quería algo y Rita le pidió que le llevara una rosa del jardín del convento. En pleno invierno, la prima creyó que no encontraría nada, pero su sorpresa fue encontrar un pimpollo de rosa; se lo llevó a Rita, y esa rosa representaría el amor de Cristo hacia Rita, y la capacidad de Rita de interceder por las causas imposibles. Generalmente se la pinta sosteniendo rosas, o con rosas apoyadas en el piso a sus pies. 
El día de su fiesta, el 22 de mayo, las iglesias de Santa Rita o las regentadas por la Orden de San Agustín y la Orden de Agustinos Recoletos, en todo el mundo, distribuyen rosas a los participantes devotos y durante la misa el sacerdote las bendice.

## Las abejas de Santa Rita
Narra la tradición que, inmediatamente después de ser bautizada, abejas blancas entraban y salían de la boca de Rita sin hacerle daño. No se duda de que este episodio de las abejas pertenece a la primera tradición ritiana, pero no se lo considera necesariamente como un fenómeno sobrenatural. De todas formas, el papa Urbano VIII manifestó un gran interés y, además de llevarlas en su escudo pontifical, se preocupó en persona de estudiar el comportamiento de esta especie de abejas que, al parecer, son únicas en el mundo. Urbano VIII, sabiendo lo de las misteriosas abejas, pidió que una de ellas le fuera llevada a Roma. Después de un cuidadoso examen, le ató un hilo de seda y la dejó libre. Esta se descubrió más tarde en su nido en el monasterio de Cascia, a 138 kilómetros de distancia. 
Aún hoy, en el antiguo monasterio donde Rita vivió y murió como monja agustina, se encuentran  a las abejas "murarias", llamadas así porque habitan en los muros, aunque la devoción popular prefiere llamarlas "abejas de Santa Rita".
En Casia las "abejas de santa Rita" no sólo viven en los muros del monasterio, sino que también junto a este. Así lo ha querido la Beata Teresa de Casia (Madre Teresa Fasce) que en 1938 fundó la "colmena de Santa Rita", una obra donde niños carenciados reciben ayuda para crecer fuertes, y emprender luego el vuelo de la vida.
Según una tradición, desde que era bebé, mientras dormía en una cesta, abejas blancas se agrupaban sobre su boca, depositando en ella la dulce miel sin hacerle daño y sin que la niña llorara para alertar a sus padres. Uno de los campesinos, viendo lo que ocurría trató de dispersar las abejas con su brazo herido. Su brazo se sanó inmediatamente.
Después de 200 años de la muerte de Santa Rita, algo extraño ocurrió en el monasterio de Cascia. Las abejas blancas surgían de las paredes del monasterio durante Semana Santa de cada año y permanecían hasta la fiesta de Santa Rita, el 22 de mayo, cuando retornaban a la inactividad hasta la Semana Santa del próximo año. Los huecos en la pared, donde las abejas tradicionalmente permanecen hasta el siguiente año, pueden ser vistos claramente por los peregrinos que llegan hoy al monasterio.

## Muerte

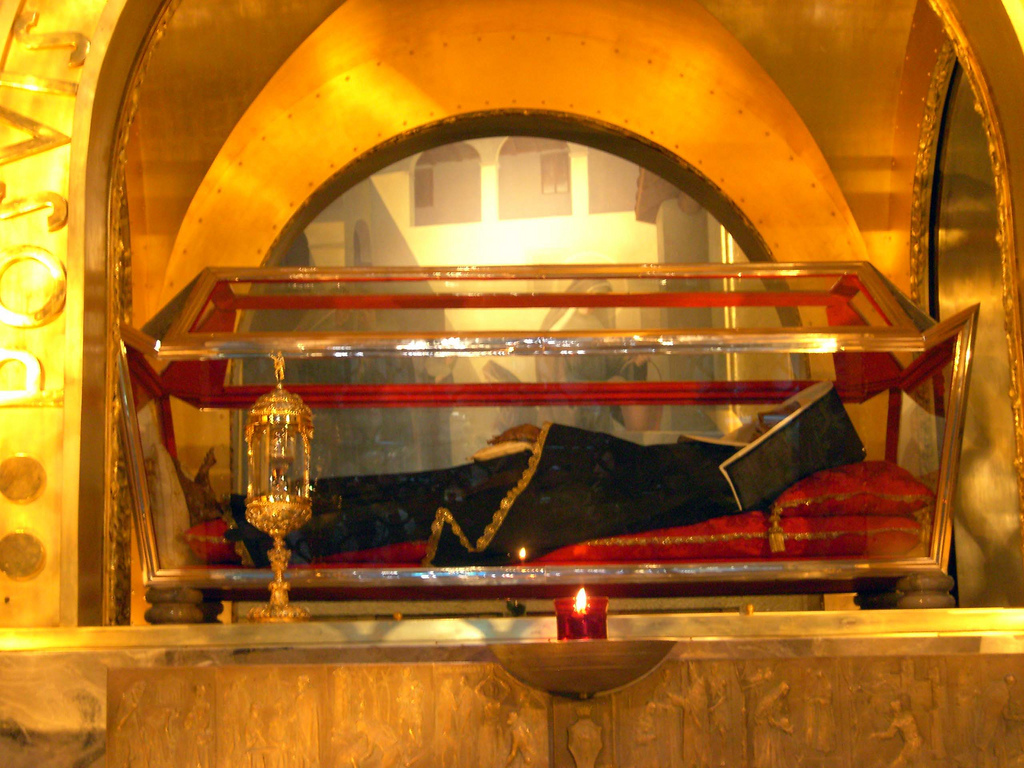
Cuerpo incorrupto de Santa Rita situado en la Basílica de Santa Rita en Cascia, Italia.

Rita murió en el convento agustiniano el 22 de mayo de 1457. La gente se agrupó en el lugar para mostrar los últimos respetos a su cuerpo, que emitía una intensa fragancia dulce (como si hubiera sido embalsamado). Su cuerpo incorrupto se conserva hasta la actualidad (aunque muy deshidratado) y expuesto en la Basílica. Empezaron a correr rumores de que por intercesión de la monja, sucedían curaciones milagrosas. Así la devoción hacia Rita se extendió por toda Italia.

## Canonización
Rita fue beatificada por el papa Urbano VIII en 1627, cuyo secretario privado Fausto Cardinal Poli había nacido a 15 km de Roccaporena, que había sido el lugar de nacimiento de Rita. El 24 de mayo de 1900 fue canonizada por el papa León XIII. La fiesta de Santa Rita es el 22 de mayo. 

## Patronazgos
Santa Rita es patrona de: 
- Las enfermedades
- Las heridas
- Los problemas maritales
- Las causas imposibles
- Las pérdidas
- El abuso
- Las madres
- Los matrimonios
- La familia
- La paz

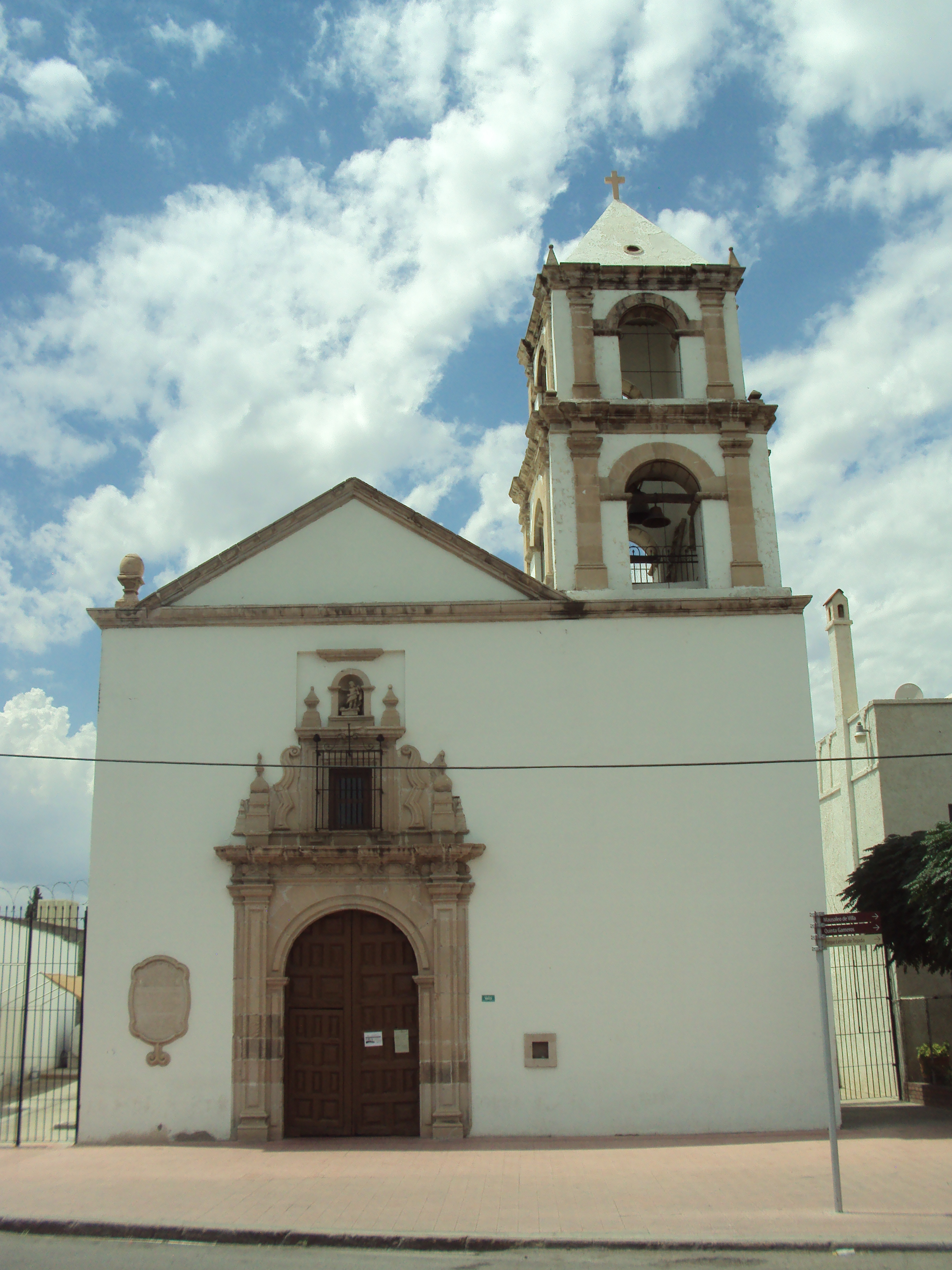
Templo de Santa Rita de Casia en Cd. Chihuahua, construido en 1731.

- De los casos difíciles y desesperados
- Las causas perdidas

En Italia. A raíz de su canonización, a principios del siglo XX se construyó el santuario de Santa Rita en Cascia, en la Basílica de Santa Rita de Casia. Éste, y una casa en Rocaporena construida en el sitio donde se cree que estaba su casa natal, son los dos lugares de peregrinación más activos de Umbría. 
En España. Se llama La Santa de los imposibles y abogada de sus causas. También es conocida en España como Patrona de los funcionarios, aunque, probablemente el origen de ello no sea religioso ni tenga que ver con su vida, sino con el refrán popular "Santa Rita, Rita.... lo que se da, no se quita" en alusión a que las plazas laborales de los mismos son vitalicias y, una vez conseguidas, resulta muy difícil perder ese puesto de trabajo.
En México. Se le llama La abogada de las causas difíciles. Uno de los santuarios más antiguos a ella dedicados se encuentra en la capital de Chihuahua, desde 1731, siendo posiblemente el Templo de Santa Rita el más antiguo lugar de culto en toda América construido en su honor. Anualmente se realizaba allí una verbena popular, muy cerca del centro de la ciudad, en honor a esta santa. La fiesta fue secularizándose y terminó por convertirse en una feria alejada del lugar que le dio origen. Restos de esta fiesta son las "empanadas de Santa Rita". La santa no es la patrona de la ciudad pero popularmente es considerada.
En Argentina, es patrona de Puerto Tirol, en la Provincia del Chaco, y de la ciudad de Esquina, en la provincia de Corrientes. Es la Patrona de la ciudad de Chilecito en la Provincia de La Rioja, en donde su iglesia principal, en el año 1989, fue declarada Santuario Diocesano de Santa Rita. 
En Honduras resalta como patrona del municipio de Santa Rita, Yoro esta Parroquia cuenta con una pequeña imagen de Santa Rita tallada en madera de cedro, traída de España por el presbítero Manuel de Jesús Subirana. También es venerada en la Provincia de Salta, en donde se conserva una de sus Reliquias (siendo la 4.ª en el País en exposición pública) en la Parroquia Santa Rita de Casia de la capital salteña.